# Lloyd William Stephenson
Lloyd William Stephenson  (* 31. August 1876 in Scio, Ohio; † 1962) war ein US-amerikanischer Paläontologe und Geologe. Er befasste sich besonders mit der Stratigraphie des Kreidezeitalters in Nordamerika.

## Leben
Stephenson studierte an der Johns Hopkins University und war nach der Promotion ab 1907 beim US Geological Survey. Zunächst befasste er sich dort mit der Geologie und Hydrologie der Küstenebene von North Carolina und dessen kreidezeitlichen Fossilien und danach mit der kreidezeitlichen Fauna und Stratigraphie der gesamten Atlantik- und Golfküste der USA. Dabei schlug er auch neue Konzepte zur stratigraphischen Feingliederung vor (diverse Faunenzonen). Er befasste sich später vor allem mit der Stratigraphie der oberen Kreide in Texas. Dabei arbeitete er auch für Ölfirmen als Berater zum Beispiel für die Kreide-Stratigraphie in Mexiko und Venezuela. 1922 wurde er Nachfolger von T. Wayland Vaughan als Leiter der Abteilung Küstenebenen (Coastal Plains, sowohl Atlantik als auch Golfküste) was er bis 1936 blieb, da er sich ausschließlich der Forschung zuwenden wollte. Er ging 1947 in den Ruhestand, arbeitete aber auf freiwilliger Basis weiter am USGS und nahm verschiedene Lehrverpflichtungen wahr. 1949 ging er für die US Army nach Japan um bei der Ölsuche zu helfen.
1941 war er Präsident der Paleontological Society und 1926 Vizepräsident der Washington Academy of Sciences. 1952 erhielt er die Mary Clark Thompson Medal.